# 뉴스매거진 M
《뉴스매거진 M》은 지역 현안과 관련한 인터뷰와 한주간 이슈가 되었던 뉴스를 취재기자를 통해 되집어보고, 지역 현안에 대한 전문가와 시청자 여러분들의 논평 형식으로 구성되는 프로그램이다.

## 기획 의도
지역 현안과 관련한 인터뷰와 한주간 이슈가 되었던 뉴스를 취재기자를 통해 되집어보고, 지역 현안에 대한 전문가와 시청자 여러분들의 논평 형식으로 구성되는 목포MBC TV 시사 프로그램이다.

## 진행자

### 현재 진행자
- 임사랑 아나운서 (남) : 목포문화방송 아나운서

## 역대 진행자
- 김윤 기자
- 신광하 기자
- 양현승 기자
- 최진수 기자
- 박윤미 아나운서